# Грекале
Грекале је насеље у Италији у округу Агриђенто, региону Сицилија.
Према процени из 2011. у насељу је живело 299 становника. Насеље се налази на надморској висини од 36 м.